# Villa Jesu
Villa Jesu, anche detta villa Maria, è una delle ville storiche del Miglio d'oro di Napoli.
È situata a San Giorgio a Cremano in via Enrico Pessina, 19.
Nonostante sia stata costruita nel Settecento, l'impianto architettonico di villa Jesu non presenta gli elementi caratteristici tipici del periodo barocco e comuni alle altre ville del Miglio d'oro.
L'edificio, infatti, si eleva su un solo piano e presenta al suo interno un cortile privo di tetto che ha le stesse dimensioni dell'androne ed è circondato da terrazzi di copertura.
Il disimpegno è costituito da un vano coperto con volta a botte che si trova in fondo al cortile.
Attraverso di esso si accede alla scala e al giardino all'interno del quale sono conservati i resti di un'edicola votiva.
Si conservano pure una piccola scala decorata secondo la moda del tempo di Ferdinando II, una meridiana posta sulle pareti del cortile e realizzata in ferro battuto e una finestra situata sulla facciata di chiaro gusto rococò.